# Seznam osebnosti iz Občine Ivančna Gorica
Seznam osebnosti iz občine Ivančna Gorica vsebuje osebnosti, ki so kakorkoli prispevale h kulturni podobi občine Ivančna Gorica.

## Ambrus
- Jožef Žemlja (10. februar 1805, Selo pri Žirovnici - 15. september 1843, Ovsiše), duhovnik, pisatelj, pesnik, prevajalec
- Jože Hočevar (13. september 1929, Kamni Vrh pri Ambrusu), urednik, literarni kritik, prevajalec

## Ivančna Gorica
- Miha Kastelic (1. september 1795, Gorenja vas – 22. oktober 1868, Ljubljana), urednik, pesnik
- Janez Eržen (7. maj 1929, Ivančna Gorica – 10. februar 2009), gledališki igralec
- Leopold Sever (3. januar 1939, Ljubljana – 8. september 2019, Male Lipljene), učitelj, pisatelj publicist
- Jana Zupančič (7. maj 1997, Ljubljana), igralka

## Krka
- Avgust Musić (3. avgust 1856, Krka – 26. julij 1938, Zagreb), klasični filolog
- Lojze Uršič (20. oktober 1908, Krška vas – 4. oktober 1995, Krška vas), prevajalec
- Saša Pavlin Stošić (28. september 1988, Novi Sad, Srbija), igralka

## Muljava
- Josip Jurčič (4. marec 1844, Muljava – 3. maj 1881, Ljubljana), pisatelj
- Pavel Perko (22. januar 1877, Poljane nad Škofjo Loko – 10. marec 1970, Muljava), pisatelj, duhovnik
- Jože Sever (20. junij 1928, Novo mesto – 23. februar 2005), jezikoslovec, rusist, prevajalec, slovaropisec, živel na Bojanjem Vrhu

## Stična
- Virida Visconti (1352, Italija – 1414, Stična), plemkinja
- Volbenk Neff (okoli 1500, Stična – 1566, Stična), duhovnik, redovnik, cistercijan, opat
- Peter Puzel (10. junij 1669, Hrušica – 20. avgust 1721, Stična), stiški kronist, duhovnik, redovnik, cistercijan
- Jožef Novak (okoli 1742, Gorica – 25. april 1788, Stična), filozof, pedagoški delavec, duhovnik, redovnik, cistercijan
- Karel Jožef Prenner (3. november 1780, Škofja Loka – 13. maj 1721, Stična), zgodovinopisec
- Jožef Kek (29. januar 1796, Stična – 6. junij 1855, Ljubljana), duhovnik, nabožni pisec, prevajalec
- Anton Leban (30. november 1849, Kanal – 12. marec 1925, Stična), pedagoški pisec, učitelj
- Anton Bonaventura Jeglič (29. maj 1850, Begunje na Gorenjskem – 2. julij 1937, Stična), duhovnik, škof, politik, publicist
- Anton Lesjak (18. januar 1857, Stična – 11. april 1942, Šentjernej), duhovnik
- Ludovik Hudovernik (15. avgust 1859, Stična – 16. maj 1901, Maribor), glasbenik, skladatelj, pianist, zborovodja, duhovnik
- Aleksander Hudovernik (21. februar 1861, Stična – 20. avgust 1931, Ljubljana), pravnik, notar, narodni delavec
- Avguštin Kostelec (5. avgust 1879, Drašiči – 22. februar 1963, Stična), duhovnik, redovnik, cistercijan, opat
- Ivan Zorec (25. julij 1880, Mali Gaber – 30. julij 1952, Ljubljana), pisatelj, prevajalec
- Jernej Pavlin (20. avgust 1881, Naklo – 15. januar 1963, Stična), stenograf, nabožni pisatelj, duhovnik
- Simon Ašič (30. november 1906, Gorica pri Raztezu – 25. avgust 1992, Stična), duhovnik, redovnik, cistercijan, zeliščar
- Črtomir Zorec (14. oktober 1907, Stična – 13. september 1991, Zgornja Besnica), tekstilski strokovnjak, prešernoslovec
- Karel Ceglar (19. september 1912, Stična – 13. junij 1998 Ljubljana), duhovnik, salezijanec, bibliograf
- Stane Gabrovec (18. april 1920, Kamnik – 12. januar 2015), arheolog, predavatelj, akademik
- Mihael Glavan (1945, Stična), bibliotekar, publicist, urednik, pisatelj
- Lado Amrožič (1. marec 1948, Ljubljana), novinar, urednik
- Klemen Janežič (16. september 1989, Stična), igralec

## Šentvid pri Stični
- Evstahij Ozimek (24. januar 1817, Šentvid pri Stični – 20. februar 1898, Ljubljana), duhovnik, redovnik, frančiškan
- Janez Stritar (1. avgust 1818, Posmreka pri Velikih Laščah – 21. maj 1882, Šentvid pri Stični), nabožni pisec, duhovnik
- Ivan Janežič (4. julij 1855, Šentvid pri Stični – 2. maj 1966, Ljubljana), mladinski pisatelj
- Jože Kastelic (18. avgust 1913, Šentvid pri Stični – 20. maj 2003, Ljubljana), pesnik, arheolog, muzealec, univ. profesor
- Janko Vencajz (1. marec 1872, Ljubljana – 2. september 1895, Šentvid pri Stični), publicist
- Stanko Vurnik (11. april 1898, Šentvid pri Stični – 23. marec 1932, Ljubljana), umetnostni zgodovinar, etnolog, muzikolog

## Višnja Gora
- Baltazar Radlič (1533, Višnja Gora – 15. maj 1579, Ljubljana), duhovnik, škof, pridigar, nabožni pisec
- Janez Čandik (okoli 1581, Višnja Gora – 8. oktober 1624, Gradec), nabožni pisatelj, duhovnik, redovnik, jezuit
- Jurij Florjančič (15. januar 1613, Višnja Gora – 20. januar 1654, Dunaj), nabožni pisatelj, duhovnik, jezuit
- Franc Anton Niernberger (okoli 1712, Višnja Gora – 27. julij 1784, Višnja Gora), slikar
- Inocenc plemeniti Taufferer (19. januar 1722, Višnja Gora – 14. januar 1794), šolnik, bibliotekar, duhovnik, redovnik, jezuit
- Franc Ksaver plemeniti Taufferer (22. marec 1733, Višnja Gora – 23. maj 1789, Ljubljana), duhovnik, redovnik, cistercijan, opat
- Pashal Skerbinc (1. oktober 1780, Višnja Gora – 28. januar 1824, Dunaj), nabožni pisatelj, duhovnik, redovnik, frančiškan
- Janez Cigler (7. maj 1792, Ljubljana – 11. april 1867, Višnja Gora), pisatelj, duhovnik
- Janez Mandlin (18. avgust 1818, Ljubljana – 29. oktober 1897, Stari trg), izdelovalec orgel
- Janko Skerbinc (27. maj 1841, Stranje – 31. marec 1928, Višnja Gora), skladatelj, društveni delavec, učitelj, organist
- Anton Tomšič (26. maj 1842, Dedni Dol – 26. maj 1871, Maribor), časnikar
- Julij plemeniti Kleinmayr (9. maj 1847, Višnja Gora – 28. december 1913, Trst), literarni zgodovinar
- Jožef Rome (14. november 1848, Višnja Gora – 20. december 1933, Novo mesto), časnikar, duhovnik
- Konrad Črnologar (21. november 1860, Peščenik – 8. april 1904, Šmarje - Sap), umtenostni topograf, konservator
- Janez Evangelist Mauring (25. december 1864, Višnja Gora – 7. november 1927, Višnja Gora), pisatelj, duhovnik
- Matej Holmar L. (14. september 1869, Vodice nad Kamnikom – 9. december 1945, Višnja Gora), glasbenik, organist, zborovodja
- Janko Polak (2. maj 1878, Višnja Gora – 1971), pesnik, šolnik, pedagoški pisec
- Jože Zupančič (1. marec 1894, Zavrtače – 29. julij 1969, Mali Lošinj), prevajalec, časnikar
- Edo Turnher[1] (1896–1969), šahist in učitelj, po njem se je imenovala šola v Višnji Gori
- Mihaela Zajc-Jarc (12. 8. 1916 Ljubljana – 2010), pesnica, pisateljica, zbirateljica ljudskega izročila
- Angelca Škufca, znana tudi kot Mleščevska Angelca, (1932-2020), slovenska kmetica in ljudska pisateljica
- Emil Rotschütz, čebelarski strokovnjak, sredi kraja je njegov kip
- rodbina Groznik:

## Zagradec
- Jakob Krašna (17. julij 1810, Črni Vrh – 28. september 1878, Zagradec), pratikar, duhovnik
- Janez Parapat (9.december 1838, Ljubljana – 7. april 1879, Zagradec), zgodovinar, numizmatik, nabožni pisatelj, duhovnik
- Ignacij Žitnik (24. november 1857, Fužina – 28. december 1913, Ljubljana), politik, časnikar, duhovnik, kanonik
- Jože Perko, režiser
- Janez Vrečko (9. april 1946, Ljubljana), komparativist, literarni zgodovinar, teoretik